# Masa Fukuda
 (octobre 2020).
Si vous disposez d'ouvrages ou d'articles de référence ou si vous connaissez des sites web de qualité traitant du thème abordé ici, merci de compléter l'article en donnant les références utiles à sa vérifiabilité et en les liant à la section « Notes et références ».
 (octobre 2020).
Pour les articles homonymes, voir Fukuda.
Masafumi " Masa " Fukuda  (福田 真 史;  né en 1975 ou 1976) est un auteur-compositeur, arrangeur de musique et directeur de chorale nippo-américain.

## Biographie
Né à Osaka, au Japon, il compose sa première chanson de piano à l'âge de quatre ans. A huit ans, il intègre l'école de musique Yamaha.

Au sein de l'Université Brigham Young, il remporte un concours pour les compositeurs de la région pour écrire de la musique à vendre comme bandes sonores lors des Jeux olympiques d'hiver de 2002 à Salt Lake City, dans l'Utah[pas clair].
Il a fondé One Voice Children's Choir (en), dont il est devenu directeur.